# Las Łagiewnicki
Las Łagiewnicki er det største rekreationsområde indenfor byen Łódź’ administrative grænser. Med sine 1204,45 hektar er den også verdens største bypark. 

## Historie
Skovens navn kommer fra bosættelsen Łagiewniki, som skulle beskytte middelalderbyen Zgierz, og som sandsynligvis blev anlagt i det 11. århundrede. Bosættelsens navn kommer af kopper og kar af skind og træ (polsk łągiew) som blev samlet og givet til hertughoffet. I senere tid blev landsbyen overgivet til adelen, blandt andet familierne Łagiewnicki, Bełdowski og Żeleski (i det 17. århundrede), Stokowski, Karnkowski, Zawisz, Zaręb (1700- og 1800-tallet), og fra 1886 overgik Łagiewniki til baronfamilien Heinzel, som var poloniserede tyskere. Under 2. verdenskrig blev skoven vidne til en række henrettelser udført af Nazityskland. I dag er Las Łagiewniki særlig kendt for sine mirakuløse helbredelser og Franciskanerklosteret i skoven er et af de vigtigste pilgrimssteder i det centrale Polen. 

## Beliggenhed
Las Łagiewniki ligger i byens nordøstlige del. Den har et areal på 1.205 hektar og grænser mod Łagiewnickagaden i vest, mod Rogibosætningen og 1863-opstandens bosætning i syd, mod bosætningerne Modrzew, Moskule og Łodzianka i øst og mod Skotnikibosætningen i nord, hvor den går sammen med byens administrative grænser. Skoven er en rest efter den gamle Łódźurskov (Puszcza Łódzka) og udgør et landskab med højder mellem 215 og 260 meter over havet. Hele komplekset ligger indenfor floden Bzuras afløbsområde.

## Flora og fauna
I skoven har man hidtil fundet 542 arter karplanter, deraf 101 arter træer og buske. Antal arter svampe anslås til omkring 1000.
Næsten halvdelen af området dækkes af stilkeg og vinter-Eg (42 %). Andre planter er skovfyr (27 %), vorte-birk (20 %), gran (4 %), agnbøg (3 %) og videre lærker, Elle, bøg, lind, ædelgran, sort ædelgran, Østrigsk Fyr, gweymouthfyr, douglasgran, rødeg, asp, sort poppel og ask. Træbestandens gennemsnitlige alder er cirka 80 år, men i den nordvestlige del af skoven findes også 200 år gamle ege. De mest udbredte buske er almindelig hæg, troldhæg, almindelig røn, hassel og hyld.
I skoven findes omkring 500 arter insekter (blandt andet 21 arter sommerfugle), 115 arter fugle, 25 arter pattedyr og 15 arter fisk. 

## Seværdigheder
Seværdighederne udgør en af de vigtigste turistattraktioner i Las Łagiewniki. De mest kendte er St. Anton kirke og franciskanerklosteret ved Okólnagaden, samt St. Roch kapel og St. Anton kapel.

## Centret til behandling af lungesygdomme
I 1946 opstod "Barnesanatorium mod tuberkulose" i skoven på grund af de gunstige klimatiske forhold. Sanatoriet befandt sig i Heinzels palads, som under 2. verdenskrig blev sprængt af tyskerne. 
Nogle år senere begyndte anlægningen af nye pavilloner ved Okólnagaden, som skulle benyttes til  et nyt planlagt sygehus, og den 1. januar 1966 blev "Sygehus for lungesygdomme" officielt åbnet. Her blev alle afdelinger for behandling af lungesygdomme i byen samlet. Hovedmålet var at diagnosticere og kurere tuberkulose og andre lungesygdomme. 
Den 1. januar 2004 blev "Sygehus for lungesygdomme" slået sammen med "Specialsygehuset for tuberkulose, lungesygdomme og rehabilitering" i Tuszyn til "Den voivodskabelige sammenslutning af helsetjenesteinstitutioner centrum til behandling af lungesygdomme og rehabilitering i Łódź".

51°48′N 19°30′Ø / 51.8°N 19.5°Ø